# Anna Proszkowska
Anna Jadwiga Proszkowska, ps. Hanka, Bogusz (ur. 15 czerwca 1925 w Kielcach, zm. 8 marca 2019 we Wrocławiu) – polska aktorka i reżyserka lalkowa, pedagog Wydziału Lalkarskiego we Wrocławiu Akademii Sztuk Teatralnych im. Stanisława Wyspiańskiego w Krakowie oraz Akademii Teatralnej Vaasa w Finlandii.

## Życiorys
Urodziła się w rodzinie Mariana Kisielewskiego (1896–1986), pułkownika Wojska Polskiego, i Eugenii z Lewandowskich (1903–1981).
W wieku 17 lat zaczęła działać w Armii Krajowej w wywiadzie i jako łączniczka Oddziału „Sosna” w 2 Pułku Piechoty Legionów AK, posługując się pseudonimami Hanka i Bogusz; pozostała w szeregach do końca II wojny światowej.
Od 1947 zajmowała się amatorsko teatrem lalkowym, organizowała nowe zespoły współpracując z Teatrem Młodego Widza we Wrocławiu. Eksternistyczny egzamin aktorski teatru lalek zdała w teatrze Groteska w Krakowie. W latach 1961–1981 pracowała na stanowisku aktora-lalkarza we Wrocławskim Teatrze Lalek (do 1962 pod nazwą Scena Lalkowa Teatru Rozmaitości, a do 1976 jako Teatr Lalek „Chochlik”). Tam zajmowała się także reżyserią i adaptacją (sztuka na podstawie Kubusia Puchatka), a w 1980 pełniła funkcję dyrektora. Uczyła w ramach Studium Aktorskiego Teatrów Lalkowych przy teatrze „Chochlik”, a w latach 1972–2008 wykładała na Wydziale Lalkarskim we Wrocławiu w Akademii Sztuk Teatralnych im. Stanisława Wyspiańskiego w Krakowie (dawna Państwowa Wyższa Szkoła Teatralna), gdzie w latach 1978–1981 była prodziekan do spraw studenckich. Wykładała także na Akademii Teatralnej Vaasa w Finlandii; także tam – w latach 90. – pracowała jako aktorka i reżyserka.
Była żoną Michała Proszkowskiego, matka Andrzeja i Kaliny.
Zmarła 8 marca 2019 we Wrocławiu, pochowana 16 marca 2019 na cmentarzu Kiełczowskim (na Psim Polu) (Pole 1U-D-183).

## Praca artystyczna

### Role teatralne
- 1966: Niech żyje król!, aut.: Klemens Krzyżagórski, reż.: Stanisław Stapf; Teatr Lalek „Chochlik” (dzisiaj: Wrocławski Teatr Lalek)
- 1967: Momento de verdad, aut.: Federico García Lorca, reż.: Andrzej Rettinger; Teatr Lalek „Chochlik”
- 1969: Noc cudów, aut.: Józef Ratajczak, reż.: Zbigniew Kopalko; Wrocławski Teatr Lalek
- 1969: Smocza legenda, aut.: Hanna Januszewska, reż.: Włodzimierz Dobromilski; Wrocławski Teatr Lalek
- 1969: Gra o prawdziwej miłości, aut.: anonim, Federico García Lorca, reż.: Andrzej Dziedziul; Wrocławski Teatr Lalek
- 1971: Baśń o dwóch nieustraszonych rycerzach, aut.: Jan Ośnica, reż.: Włodzimierz Dobromilski; Wrocławski Teatr Lalek
- 1971: Czarownice, aut.: Wiesław Hejno i Jan Kurowicki, reż.: Wiesław Hejno; Wrocławski Teatr Lalek
- 1971: Miłość do trzech pomarańcz, aut.: Joanna Walter, reż.: Włodzimierz Dobromilski; Wrocławski Teatr Lalek
- 1977: Opera za trzy grosze, aut.: Bertolt Brecht, reż.: Wiesław Hejno; Wrocławski Teatr Lalek
- 2016: Yemaya Królowa Mórz, aut.: Małgorzata Sikorska-Miszczuk, reż.: Martyna Majewska; Wrocławski Teatr Lalek (rola gościnna)

### Reżyseria
- 1984: Kubuś Puchatek, A.A. Milne; Wrocławski Teatr Lalek, Teatr Lalek Arlekin, Teatr Lalki i Aktora w Wałbrzychu, Opolski Teatr Lalki i Aktora im. Alojzego Smolki
- 1995: Sen nocy letniej, aut.: William Shakespeare; Lubuski Teatr w Zielonej Górze
- 1996: Ale kino, aut.: Marek Wojtach; Teatr Lalek Arlekin
- 2000: Kot w butach, aut.: Jan Brzechwa; Teatr im. Heleny Modrzejewskiej w Legnicy
- 2002: Czarodziejski flet, aut.: Wolfgang Amadeus Mozart; Teatr Dzieci Zagłębia
- 2004: Czerwony Kapturek, Kichawka i Gburek, aut.: Agnieszka Zaskórska; Wrocławski Teatr Lalek

Źródło.

## Odznaczenia
- Krzyż Walecznych (1949)
- Złoty Krzyż Zasługi (1976)
- Srebrny Krzyż Zasługi z Mieczami (1948)
- Srebrny Krzyż Zasługi (1971)
- Krzyż Armii Krajowej (1964)[1]
- Medal Komisji Edukacji Narodowej (2002)
- Odznaka „Zasłużony Działacz Kultury” (1974)
- Medal „Zasłużony dla Wrocławia – Merito de Wratislavia” (2018)[3]
- Medal PWST w Krakowie (2008)
- Srebrna Odznaka Zasłużony dla Województwa Wrocławskiego i Miasta Wrocławia (1982)

Źródło:.

## Nagrody
- wyróżnienie w Konkursie na Indywidualne Występy z Lalką w Warszawie (1966)[1]
- Nagroda Ministra Kultury i Sztuki za osiągnięcia artystyczne i dydaktyczno-wychowawcze (1976)
- Nagroda Prezesa Rady Ministrów za twórczość dla dzieci i młodzieży (1980)
- „Złota Pacynka” - nagroda przyznana przez Towarzystwo Przyjaciół Dzieci za całokształt pracy aktorskiej (1981)
- Nagroda Ministra Kultury i Sztuki III stopnia (1988)
- nagroda Prezydenta Wrocławia z okazji Międzynarodowego Dnia Teatru za wybitne osiągnięcia artystyczne (2002)
- nagroda katowickiego Oddziału Międzynarodowej Unii Lalkarskiej „POLUNIMA” na III Międzynarodowym Festiwalu Teatrów Lalek „Katowice-Dzieciom” w Katowicach za pielęgnowanie tradycyjnych wartości sztuki lalkarskiej (2004)
- Nagroda HENRYK za wybitne osiągnięcia artystyczne w dziedzinie teatru lalek (2010)
- Statuetka WENA i Nagroda Marszałka Województwa Dolnośląskiego (2012)[1][2]